# Oreonectes furcocaudalis
Oreonectes furcocaudalis es una especie de peces de la familia Balitoridae en el orden de los Cypriniformes.

## Morfología
• Los machos pueden llegar alcanzar los 5,9 cm de longitud total.
- Número de  vértebras: 34-36.[1][2]

## Distribución geográfica
Se encuentran en Asia: Guangxi (China).

## Hábitat
Es un pez de agua dulce y de clima tropical.